# Les Brumes du Manengouba
Pour les articles homonymes, voir Manengouba.

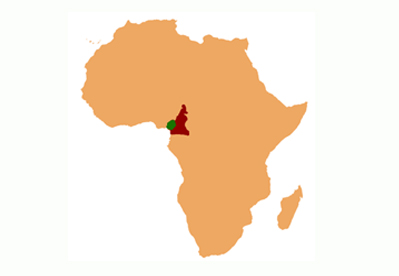
emplacement des forêts bakossi

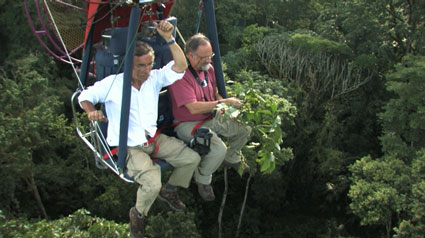
collecte de spécimens sur la canopée

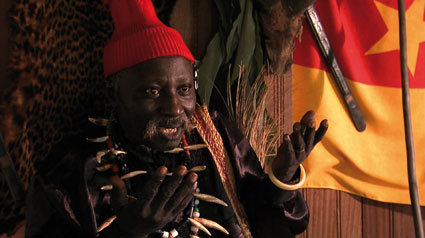
Chef de la tribu bakossi

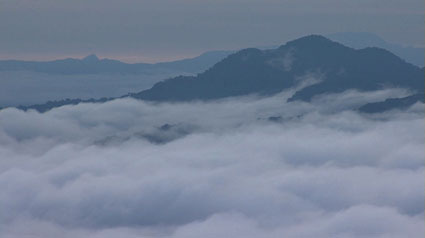
forêts bakossi prises dans la brume

Les Brumes du Manengouba est un documentaire français de Guillaume de Ginestel réalisé en 2007.
Film de 52 min. sur l'un des joyaux écologiques les plus méconnus du Cameroun, la forêt bakossi, récemment découverte par une équipe de botanistes anglais des Jardins botaniques royaux menée par Martin Cheek, et en passe de devenir en quelques années la première forêt en termes du nombre d'espèces florales de toute l'Afrique tropicale. Une forêt qui malgré la protection de la tribu des Bakossi et l'alerte donnée par les chercheurs anglais, est en passe d'être taillée en pièces par des sociétés forestières.

## Synopsis
Le continent africain compte encore de nombreuses régions inexplorées. Récemment, l’un de ces mondes perdus a été retrouvé au Cameroun par un chercheur anglais du Jardins botaniques royaux de Kew. Au pied d’un volcan, Martin Cheek a découvert une épaisse forêt tropicale miraculeusement préservée et regorgeant d’espèces de plantes endémiques. En quelques expéditions seulement, son équipe a recensé plus de deux cents espèces végétales totalement inconnues : dont des orchidées, des espèces de caféiers et de figuiers.
Ses découvertes suscitant l’intérêt d’autres ONG, le CRES, une organisation vouée à la préservation des espèces animales menacées, s’est elle aussi intéressée à cette région et a découvert qu’elle constituait l’un des rares sanctuaires dans lesquels vivent encore ces grands singes aux visages argentés, cousins du mandrill, nommés drills. Une espèce désignée en 1996 comme l’espèce ayant le plus besoin d’être protégée en Afrique par l’UICN.
Emboîtant le pas au botaniste Martin Cheek et la primatologue Bethan Morgan, nous plongeons à l’intérieur de cette région enchanteresse qui cerne le mont Manengouba – un volcan éteint depuis des millénaires. Nous en découvrons la richesse florale et faunique ainsi que les paysages tout droit sortis d’un roman d’Arthur Conan Doyle et allons à la rencontre des Bakossis, une tribu autochtone persuadée que dans chacun des arbres de sa forêt repose l’un de ses ancêtres, qui lutte infatigablement pour préserver.

## Fiche technique
- Production : coproduction French Connection Films / RFO / STV (Cameroun)
- Société de distribution : France Télévision Distribution
- Diffusion : le film a été diffusé sur les chaînes France Ô, TV5 Monde, et Ushuaïa TV en France et sur Planète (Canada), Oasis HD (Canada), STV (Cameroun), M-NEP (Afrique du Sud) à l'international.
- Format : HDV, 16/9, couleur

## Récompenses et sélections en festival
- Girafe d'Argent au festival FIFEN 2008 de Niamey
- Meilleure Photographie à l'ECO Festival 2008
- Prix à l'Ekotop Film Festival 2008
- Prix du Meilleurs Film TUR Festival 2008
- Sélection au Festival international du film d'environnement de Paris (FIFE) 2008, Festival International du Film Ornithologique (FIFO) de Ménigoute 2009, Rencontres Cinéma-Nature de Dompierre-sur-Besbre 2008, Festival du Film Africain des Journées Européennes du Développement de Strasbourg 2009, Festival Audiovisivo della Biodiversità de Rome 2009, Festival CineGaia de Rio de Janeiro 2008, Festival International du Nil pour les Films de l'Environnement 2008, Festival International du Film Environnemental (FIFEN) de Kairouan 2008, finaliste des Etoiles de la Scam 2008